# 郷長
郷長（ごうちょう）とは、古代日本において、律令制の末端組織である郷を統べる官職である。郷が里と呼ばれていたときには里長（さとおさ/りちょう）と呼ばれていた。

## 概要
里長は郡司の管轄下にあり、税の取り立て・出挙の管理などを主な職務としており、当地の有力農民から選ばれ、庸・雑徭を免除された。
奈良時代初期の霊亀元年（715年）に里が郷と改名されたのに伴い、郷長と改称された。また、里（郷）が50戸で編成されていたことから、五十戸長と書いて「さとおさ」と読ませる場合もあった（『万葉集』巻5）。平安時代初期まで土地売券などに郷長の連署証判が見られる。その後、10世紀から11世紀にかけての国衙機構の再編成とともにその多くが姿を消し、伊勢神郡などで例外的に残るだけになった。